# Nomada discicollis
Nomada discicollis är en biart som beskrevs av Morawitz 1875. Nomada discicollis ingår i släktet gökbin, och familjen långtungebin. Inga underarter finns listade i Catalogue of Life.